# Dienaar van het Keizerrijk
Dienaar van het keizerrijk is het tweede deel van de fantasy-serie Keizerrijk-trilogie, geschreven door Raymond E. Feist en Janny Wurtz. Deze serie over Mara, de jonge Regerend Vrouwe van de Acoma en haar rol in het Spel van de Raad, dat al eeuwenlang in het Keizerrijk Tsuranuanni in Kelewan wordt gespeeld tussen de machtigste families. De oorspronkelijke titel van het boek is 'Servant of the Empire', en het werd uitgegeven in 1990.

## Samenvatting van het boek
In het tweede deel van de Keizerrijk-trilogie neemt de strijd tussen de Minwanabi en Acoma nieuwe vormen aan. Na haar overwinning op de Minwanabi in Dochter van het Keizerrijk is de haat bij de Minwanabi alleen maar groter geworden. Dit boek geeft meer inzichten in de samenleving van de Tsurani en laat zien hoe de macht van Mara steeds verder groeit.
Om de landerijen van het huis van Acoma goed te kunnen bewerken wordt er slaven uit Midkemia aangekocht. Onder deze slaven bevindt zich ook Kevin van Zün die Mara van veel nieuwe inzichten over de Tsuraneese cultuur voorziet. Haar nieuwe manieren van denken, en haar nieuwe emoties, helpen haar om de macht van Acoma binnen de Tsuraneese samenleving te vergroten. Helaas zijn de slaven niet erg bereidwillig om Acoma te helpen met het ontgingen van de landerijen. Er wordt al snel duidelijk dat er tussen Kelewan en Midkemia grote verschillen zijn.
De strijd van de Minwanabi neemt ook nieuwe vormen aan. Desio is de nieuwe regerend heer geworden van Minwanabi en legt een eed af tegenover de Rode God waardoor hij het hele huis verbindt aan de eed om het huis van Acoma te gronde te brengen. Voor de strijd heeft hij zijn neef Tasaio terug laten keren uit Midkemia aangezien Desio geen ervaring heeft als Krijgsheer. Er wordt al snel duidelijk dat er zich spionnen van de Acoma bevinden in het huis van de Minwanabi. Een aantal worden ontdekt en zo wordt er informatie naar de Acoma gelekt om hen in een val te lokken. Bij de Acoma gaat alles voor de wind omdat de cho-ja eindelijk hun eerste productie van superieure zijde klaar hebben. Als Acoma deze succesvol op de markt kan brengen zal dit veel rijkdom met zich meebrengen.
Tijdens het transport van de superieure zijde naar de markt wordt duidelijk dat het huis van Acoma in een val is gelokt en wordt het transport in een val gelokt. Door superieur optreden van de Acoma is een deel van de zijde gespaard gebleven en is de val van Minwanabi niet zo uitgepakt als Tassio deze had opgezet. Hierna probeert Tasaio het op een andere manier door Mara via keizerlijke wegen te laten wegzenden naar Tsubar om daar een grensconflict op te lossen. Het blijkt dat Tasaio zijn leger aan de andere zijde van de grens heeft gepositioneerd om zo het huis Acoma ten val te brengen. Deze zet wordt door de slaaf Kevin van Zün doorzien en uiteindelijk wordt het huis Minwanabi een grote nederlaag gebracht.
Terug in Tsuranuanni vertrekt Mara al snel naar keizerlijke raad om het spel van de raad te spelen en zo haar politieke macht te vergroten. Het spel begint dat Mara krijgshoofd wordt van haar clan doordat ze het grootste huis is geworden en omdat ze een belangrijke handelsovereenkomst heeft met betrekking tot de handel met Midkemia. In het spel doet ze er alles aan om de Minwanabi dwars te zitten. Tijdens de keizerlijke raad spelen zich de keizerlijke spelen af, deze spelen worden op een gegeven moment hevig verstoord doordat grootheid Milamber zijn onvrede uit over de spelen door een chaos te creëren na het openbaren van zijn uitzonderlijke magische krachten.
Het keizerrijk is hevig verstoord door dat optreden. Veel huizen zijn hun heren kwijt doordat zij de chaos niet hebben overleeft. Ook de krijgsheer van het rijk is overleden en veel intriges met moordaanslagen vinden plaats omdat bepaalde huizen de rol van krijgsheer willen opeisen.